# Джон Сільва Міхан
Джон Сільва Міхан (6 лютого 1790 — 24 квітня 1863) — американський видавець і бібліотекар. Був четвертим бібліотекарем Конгресу США, на цій посаді працював з 1829 до 1861 року.

## Біографія
Міхан, член Демократичної партії США, був призначений бібліотекарем Конгресу президентом Ендрю Джексоном, замінивши на цій посаді активіста партії вігів Джорджа Воттерстона, який виступав проти Ендрю Джексона.
Під час перебування Міхана на посаді провадив консервативну політику управління бібліотекою. Він та його прихильники з Конгресу виступали за обмеження розміру бібліотеки. Багато функцій бібліотеки за його керівництва було передано іншим державним органам.
У 1851 році пожежа знищила 35 000 томів, включаючи дві третини матеріалів, спочатку наданих президентом Томасом Джефферсоном, гроші, виділені Конгресом на відновлення, були використані виключно для заміни втрачених матеріалів, а не для розширення фондів. Джон Міхан надав невелику колекцію періодичних видань для ознайомлення в Конгресі, яка, під керівництвом пізніших бібліотекарів, стала відділом періодичних видань.
Міхан працбвав на посаді бібліотекаря Конгресу за дев'яти президентів. Попри опозицію Конгресу, президент Авраам Лінкольн замінив Міхана прихильником республіканців Джоном Стівенсоном.